# Перейро, Оскар
О́скар Пере́йро Си́о (исп. Óscar Pereiro Sio, род. 3 августа 1977, Мос, Испания) — профессиональный шоссейный велогонщик, выступавший за команды Phonak Hearing Systems, Caisse d'Epargne-Illes Balears и Astana, 
Победитель Тур де Франс 2006 года, после того как дисквалифицировали американца Флойда Лэндиса.